# Stephen Malcolm
Stephen Malcolm (Montego Bay, 2 de maio de 1970 – Duncans, 28 de janeiro de 2001) foi um futebolista jamaicano, que atuava como meio-campista. Disputou a Copa de 1998, a primeira - e até agora - única de seu país.

## Carreira
Malcolm, que durante sua carreira atuou apenas no Seba United, foi campeão nacional em 1996–97 e hexacampeão da JFF Champions Cup. Pela Seleção Jamaicana, disputou 68 partidas e fez 3 gols entre 1995 e 2001.

## Morte
Faleceu em em 28 de janeiro de 2001, depois de sofrer um acidente de carro enquanto voltava de um amistoso contra a Bulgária, disputado em Kingston. Dois companheiros do meia na Seleção Jamaicana, Theodore Whitmore e Durrant Brown, também se feriram - Withmore escapou com ferimentos leves, enquanto Brown ficou em situação mais grave, entretanto conseguiu se recuperar.
Em 2011, o Seba United homenageou Malcolm ao aposentar a camisa 2, usada por ele durante a carreira.

## Títulos
Seba United
- Campeonato Jamaicano: 1 (1996–97)
- JFF Champions Cup: 6 (1990, 1991, 1992, 1994, 1996 e 1999)